# Otego (hrabstwo Otsego)
Otego – wieś w Stanach Zjednoczonych, w stanie Nowy Jork, w hrabstwie Otsego.